# سلام دنیا (فیلم)
سلام دنیا (ژاپنی: ハロー・ワールド) یک فیلم درام علمی تخیلی رمانتیک ژاپنی محصول ۲۰۱۹ به کارگردانی تاموکو ایتو و برپایه سیناریو از مادو نوزاکی است. شرکت تولیدکننده فیلم گرافینیکا و توزیع کننده آن توهو بوده است. وقایع فیلم در آینده و در شهر کیوتو روایت می‌شود. داستان دربارهٔ دانش‌آموزی دبیرستانی به نام نائومی کاتاگاکی است که با فردی که ادعا می‌کند خود اوست و از ۱۰ سال آینده سفر کرده تا همکلاسی‌اش به نام روری ایچیگیو را نجات دهد، ملاقات می‌کند.
تاکومی کیتامورا، توری ماتسوزاکا و می‌نامی هامابه از ستارگان این فیلم هستند. ایتو در دسامبر ۲۰۱۸ اعلام کرد که کارگردانی این فیلم را به همراه نوزاکی و طراح شخصیت‌ها، یوکیکو هوریگوچی، بر عهده خواهد داشت و این اولین اثر او بیرون از مجموعه‌های هنر شمشیرزنی آنلاین است که به کارگردانی آن شهرت داشت.
سلام دنیا در ۱۱ سپتامبر ۲۰۱۹ در کیوتو به نمایش درآمد. این اثر در سراسر جهان بیش از ۲۵ میلیون دلار آمریکا فروخت و منتقدان کارگردانی و انیمیت آن را تحسین کردند. از روی این فیلم، رمان، دو اقتباس مانگا و یک انیمه اسپین‌آف ساخته شد.

## بازخوردها

### تقدیرات و جوایز
| سال  | جایزه              | رده                        | نامزدی(ها)       | نتیجه    | منبع  |
| ---- | ------------------ | -------------------------- | ---------------- | -------- | ----- |
| 2019 | جوایز جهانی CG     | انتخاب کاربران             | سلام دنیا        | برنده    | [ ۳ ] |
| ۲۰۲۰ | Seiun Award        | بهترین رمان ژاپنی          | سلام دنیا (رمان) | نامزدشده | [ ۴ ] |
| ۲۰۲۰ | Seiun Award        | بهترین نمایش دراماتیک      | سلام دنیا        | نامزدشده | [ ۵ ] |
| ۲۰۲۰ | جشنواره فیلم سیتخس | بهترین فیلم بلند پویانمایی | سلام دنیا        | نامزدشده | [ ۶ ] |